# بهاء الأعرجي
بهاء حسين علي الأعرجي هو سياسي عراقي. ونائب رئيس الوزراء العراقي سابقا، وعضو سابق في التيار الصدري ولد في سنة 1967م، في منطقة الكاظمية في مدينة بغداد، وحاصل على شهادة بكالوريوس في القانون، ورئيس كتلة الأحرار البرلمانية سابقًا ورئيس تجمع الشراكة الوطنية، التابعان للتيار الصدري، عمل عضوًا في نقابة المحامين منذ عام 1988، وعضو اتحاد الحقوقيين العرب واتحاد الحقوقيين العراقيين، وعضو نقابة محامين بلا حدود، وعضو الجمعية الوطنية، وكان مقرر لجنة كتابة الدستور العراقي، ورئيس اللجنة القانونية في البرلمان العراقي في الدورة البرلمانية الأولى، وعمل رئيس لجنة النزاهة البرلمانية في الدورة البرلمانية الثانية (2010-2014)م، ولقد عينه رئيس الوزراء العراقي حيدر العبادي نائبا أول له، بعدها تمت استقالته بسبب حزمة إصلاحات للحكومة العراقية.
في 9 أغسطس 2015 أعلن حيدر العبادي عن مجموعة قرارات وإصلاحات أبرزها إلغاء مناصب نواب رئيس الجمهورية (نوري المالكي وأسامة النجيفي وإياد علاوي) ونواب رئيس مجلس الوزراء (بهاء الأعرجي وصالح المطلك وروز نوري شاويس) في استجابة للاحتجاجات الشعبية (2015)، وأقر مجلس الوزراء العراقي القرارات التي أصدرها.
ترشح في الانتخابات التشريعية العراقية 2021 لكنه خسر فيها.

## انشقاقه عن التيار الصدري
أعلن مكتب مقتدى الصدر عن «احتجاز» بهاء الاعرجي لمدة ثلاثة أشهر، وذلك بعد انشاققه عنهم، وبعد اتهامات سابقة طالته تتعلق بالفساد، منها الاستيلاء على قصر السندباد المطل على نهر دجلة وتبلغ مساحته 7 آلاف متر مربع داخل المنطقة الخضراء.